# 마셜 제도의 코로나19 범유행
마셜 제도에서는 코로나19 범유행에 따른 확진자가 2020년 10월 28일 처음 확인되었다.

## 배경
2020년 1월 12일 세계보건기구(WHO)는 2019년 12월 31일부터 일어난 중화인민공화국 후베이성 우한시의 집단 호흡기 질환이 신종 코로나바이러스 때문이라는 것을 확인하였다.
코로나19의 사망률은 2003년에 일어난 사스 유행 당시와 비교하면 낮지만, 전염성은 높아 총 사망자가 늘어난 결과를 낳았다.

## 경과
2020년 1월 24일, 마셜 제도는 코로나19의 발원지인 중화인민공화국에서 들어오거나 경유하는 방문객을 대상으로, 코로나19가 전파되지 않은 국가에서 최소 14일 동안 머물 것을 권고하는 조치를 처음으로 내렸다. 3월 1일에는 중국, 마카오, 홍콩, 일본, 대한민국, 이탈리아, 이란을 입국 금지국으로 지정하였다.
2020년 10월 28일, 마셜 제도에서 코로나19 확진자가 처음 확인되었다. 최초 확진자는 마셜제도에 주둔하는 미 육군 출신 두 명으로, 국외에 체류하던 마셜제도 주민 300명과 함께 본국으로 송환되어 검사를 받다 확진판정을 받았다. 이들 남녀는 출발 일주일 전 하와이에서 바이러스 음성판정을 받았으며, 콰잘레인 환초의 벅홀즈 육군비행장에 머물렀던 것으로 알려졌다. 마셜제도 재난위원회는 "지역사회 전파 우려는 없다"며, 추후 공고가 있기 전까지 별도의 봉쇄조치는 없을 것이라고 밝혔다.

## 같이 보기
- 오세아니아의 코로나19 범유행
- 마셜 제도